# Шаприха
Шаприха (рос. Шаприха) — селище в Вознесенському районі Нижньогородської області Російської Федерації.
Населення становить 72 особи. Входить до складу муніципального утворення Наришкінська сільрада.

## Історія
Від 2004 року входить до складу муніципального утворення Наришкінська сільрада.

## Населення
| 1999 | 2002 | 2010 |
| ---- | ---- | ---- |
| 106  | ↘90  | ↘72  |